# Philipp Dreher
Philipp Dreher (* 1839; † 31. August 1874) war ein deutscher Lehrer und Mitglied der deutschen Tempelgesellschaft.
Philipp Dreher kam im Jahr 1866 aus Württemberg nach Russland. Als Lehrer und Ältester war er bei der Entstehung der Tempelsiedlungen Orbeljanowka und Tempelhof im Nordkaukasus beteiligt. Philipp Dreher hielt im Winter 1867 auf 1868 eine Schule für die Kinder der aus Bessarabien ausgezogenen Familien. Anfang der 1870er Jahre wurde er als Lehrer für die Gemeinde Sarona im osmanischen Mutesarriflik Jerusalem berufen, wohin er 1872 übersiedelte. Philipp Dreher starb am 31. August 1874 an Malaria.